# Adelaide (Sartorio)
Adelaide o L'Adelaide és una òpera amb música d'Antonio Sartorio i llibret en italià de Pietro Dolfin. S'estrenà a Venècia en el Teatro San Salvatore el 1672. No se'n coneix la data exacta, tot i que el llibret està dedicat el 19 de febrer del 1672.
El gènere de l'òpera és dramma per musica. El llibret segueix els mateixos esdeveniments històrics que la posterior obra de Händel Lotario.

## Argument
La història té lloc l'any 951, quan, després de la mort del seu marit Lotari II d'Itàlia, Adelaida d'Itàlia es veu obligada a casar-se amb Adalbert II d'Ivrea pel seu pare, Berenguer II d'Itàlia.